# Drabble
Un drabble es una obra literaria de ficción extremadamente corta, de exactamente 100 palabras, aunque se suele aceptar como drabble cualquier historia corta de menos de 500 palabras. El objetivo de un drabble es la brevedad y poner a prueba la capacidad del autor para expresar ideas interesantes en un espacio muy escaso.
En los concursos de drabbles se proporciona a los participantes un tema y una cierta cantidad de tiempo para escribir un drabble. Estos concursos son muy populares en las comunidades de fanfiction.
Se dice que el concepto de drabble se originó entre los fanes de ciencia ficción del Reino Unido en los años 80; y que el formato de 100 palabras fue establecido por la Birmingham University SF Society. El nombre de drabble viene del Big Red Book de los Monty Python. Era un juego de palabras, en el que ganaba el primer participante que escribiera una novela.
La lengua en la que está escrito un drabble influye enormemente en la dificultad para crearlo. Por ejemplo, la frase "Heittäytyisinköhän seikkailuun?" en finés significa "¿Qué pasaría si me lanzase a la aventura?". En castellano se utilizan ocho palabras, mientras que en finés, dos. Esto hace que escribir un drabble en finés sea más fácil que en castellano o en inglés.